# Samanta Tīna
Samanta Poļakova (Tukums, RSS Letonia; 31 de marzo de 1989), más conocida como Samanta Tīna, es una cantante letona. Después de haber intentado representar a su país en el Festival de Eurovisión cinco veces antes (en 2012, 2013, 2014, 2016 y 2019), ganó la preselección nacional Supernova en 2020 e iba a representar a Letonia en el Festival de Eurovisión 2020, pero su cancelación propició que la cantante lo acabara haciendo en 2021. También compitió en la preselección lituana dos veces (en 2013 y 2017), y en la versión lituana de La voz.

## Carrera

### Carrera temprana
En 2010, Tīna ganó el show musical letón O! Kartes akadēmija, ganando la oportunidad de asistir a la Tech Music School en Londres, Inglaterra. En 2011, participó en la competencia de canto moldavo Golden Voices y ganó la Copa Moldava.
En 2012, compitió en el Bazar Slavianski en Vitebsk junto con otros 20 competidores. El día 1, interpretó "Auga, auga Rūžeņa", una canción popular letona y obtuvo 93 puntos. El segundo día interpretó la canción "Где то далеко" y recibió 104 puntos. Finalmente terminó en segundo lugar con 197 puntos, solo por detrás de Bobi Mojsoski de Macedonia del Norte. 

### 2012–2014:Eirodziesma,DziesmayEurovizijos atranka
El 1 de diciembre de 2011, Tīna fue anunciada como una de las cantantes de Eirodziesma 2012, interpretando la canción "I Want You Back" junto con Dāvids Kalandija. Los dos avanzaron desde la semifinal el 7 de enero de 2012 hasta la final. En la segunda semifinal celebrada el 18 de febrero de 2012, Tīna interpretó la canción "For Father". Sin embargo, no llegó a la final y se colocó séptima. La final se celebró el 18 de febrero de 2012 en Ventspils. En la final, Tīna y Kalandija actuaron en segunda posición. Quedaron en segundo lugar en la final, avanzando a la superfinal, donde fueron subcampeonas solo por detrás de la ganadora Anmary y su canción "Beautiful Song". 
El 15 de enero de 2013, se reveló que Tīna participaría en Dziesma, el nuevo título para la final nacional letona, interpretando la canción "I Need a Hero". Tīna ocupó el primer lugar en la primera semifinal celebrada el 8 de febrero de 2013, avanzando a la final el 16 de febrero de 2013. Tīna fue considerada la gran favorita para ganar la competición. En la final, Tīna quedó en segundo lugar, avanzando a la superfinal como el año anterior. En la final, alcanzó la segunda posición, detrás de la banda PeR y su canción "Here We Go". Tīna se colocó en segundo lugar en la superfinal, detrás de PeR una vez más. Ese año, también participó en la selección nacional de Lituania para Eurovisión a dúo con Vudis, con la canción "Hey Chiki - Mama". El dúo terminó cuarto del 1.er programa y fue eliminado. 
Tīna actuó en la primera semifinal de Dziesma 2014 con su canción "Stay", el 1 de febrero de 2014 en Riga . Ella pasó a la final en un empate a tres bandas por el segundo lugar. En la final, celebrada el 22 de febrero de 2014, Tīna actuó la quinta. Se colocó en tercer lugar y, como parte de los tres primeros, avanzó a la superfinal. En la superfinal, Tīna ocupó el tercer lugar una vez más, detrás de Dons y su canción "Pēdējā vēstule" y los ganadores Aarzemnieki y su canción "Cake to Bake".

### 2014-2015:Lietuvos balsas
Tīna compitió en la tercera temporada de Lietuvos balsas, la versión lituana de La voz. Como no es lituana, se comunicó con los jueces en ruso. Para su audición, Samanta interpretó la canción "I Wanna Dance With Somebody (Who Loves Me)". Para su batalla, Samanta interpretó la canción "I'm Every Woman" contra Monika y Kristina, Samanta ganó la batalla. Tīna terminó el concurso entre los ocho primeros, simplemente perdiéndose la final a cuatro. 

### 2015–2019:Supernova 2016yEurovizijos atranka
El 31 de enero de 2016, Tīna fue anunciada como una de las participantes en Supernova 2016 con dos canciones, "We Live for Love" y "The Love Is Forever". "We Live for Love" compitió en el primer programa el 7 de febrero y no avanzó a las semifinales. "The Love Is Forever" compitió en el segundo programa el 14 de febrero, donde avanzó a la semifinal después de ser salvado por el jurado. Después de actuar en la semifinal, decidió retirarse de la competencia. 
En 2016, se confirmó que competiría en la selección nacional de Lituania para el Festival de Eurovisión 2017. Interpretó la canción "Tavo oda" en dúo con el cantante lituano Tadas Rimgaila. El acto fue eliminado en la primera fase del concurso.

### 2020-2021: Festival de Eurovisión
A finales de 2019, Tīna envió la canción "Still Breathing" a Supernova, la preselección letona para el Festival de Eurovisión. En enero de 2020, se anunció que ella y otros 25 actos habían sido preseleccionados de las 126 entradas recibidas por la emisora letona LTV. Superó una segunda ronda de eliminación y pasó a la final el 8 de febrero de 2020. Ella ganó la competencia y obtuvo el derecho de representar a Letonia en el Festival de Eurovisión 2020 celebrado en Róterdam, Países Bajos, en mayo de 2020. Sin embargo, el festival fue cancelado debido a la pandemia de COVID-19. Por ello, la radiodifusora pública letona seleccionó a la artista para representar al país en el certamen de 2021, esta vez con el tema "The Moon Is Rising" logrando la puntuación más baja de 14 puntos en la segunda semifinal.

## Discografía

### Sencillos
- "I Want You Back" (2012)
- "I Need a Hero" (2013)
- "Hey Chiki - Mama" (con Vudis) (2013)
- "Stay" (2014)
- "We Live for Love" (2016)
- "The Love Is Forever" (2016)
- "Kāds trakais mani uzgleznos" (2016)
- "Tavo oda" (with Tadas Rimgaila) (2017)
- "Vējš bungo klavieres" (2017)
- "Pietiks" (2017)
- "Cutting the Wire" (2019)
- "Still Breathing" (2019)
- "The Moon Is Rising" (2021)